# Доменико Скарлати
Джузепе Доменико Скарлати (на италиански: Giuseppe Domenico Scarlatti) е италиански композитор, представител на барока в музиката.

## Биография
Роден е в Неапол, Италия, като 6-о от 10 деца на композитора и учител по музика Алесандро Скарлати. Смята се, че е учил при композиторите Гаетано Греко, Франческо Гаспарини и Бернардо Пасквини, всички които са оказали голямо влияние върху неговия музикален стил.
Скарлати започва с композиции и органистика в кралската капела в Неапол през 1701 г. Отива в Рим (1709) на служба на полската кралица в изгнание Мария Казимиера, където среща Томас Роузингрейв, който по-късно прави възможен горещия прием на сонатите на Скарлати в Лондон. В това време Скарлати вече бил чембалист. В Рим композира няколко опери за театъра на кралица Казимиера. Бил и капелмайстор в църквата „Св. Петър“ от 1715 до 1719 г., а по-късно пристига в Лондон, за да представи операта си „Нарцис“ в Кралския театър.
През 1720 или 1721 г. Скарлати заминава за Лисабон, където работи като учител по музика на принцеса Мария Магдалена Барбара. През 1725 г. се връща в Неапол и по време на свое посещение в Рим през 1728 г. се жени за Мария Катерина Джентили. През 1729 г. отива в Мадрид, за да преподава музика на принцеса Мария Магдалена Барбара, която се омъжва за принц от испанското кралско семейство. Тя става кралица на Испания и Скарлати остава в Испания през следващите 25 години, през което време му се раждат 5 деца.
След смъртта на съпругата му през 1742 г. се жени за испанката Анастасия Хименес. По време на престоя си в Мадрид Скарлати композира около 500 клавирни сонати. Умира в Мадрид на 71-годишна възраст.